# La lacrima del diavolo
(lettera minatoria sgrammaticata che rivendica le stragi)
La lacrima del diavolo è un romanzo di narrativa thriller dell'autore statunitense Jeffery Deaver, pubblicato nel 1999, ed ambientato a Washington

## Personaggi principali

### La squadra di indagine
- Parker Kinkaid, esperto calligrafo, ex responsabile della divisione documenti dell'FBI di Washington
- Margaret Lukas, agente speciale dell'FBI responsabile delle indagini per le stragi di Washington
- Cage, agente speciale, diretto superiore di Lukas
- Tobe Geller, agente speciale esperto di informatica
- C.P. Hardell, agente speciale
- Jerry Baker, agente speciale
- Leonard Hardy, poliziotto di collegamento tra FBI e distretto

### Le autorità
- Jerry Kennedy, sindaco di Washington
- Wendell Jefferies, assistente del sindaco

### I criminali
- Il Becchino, personaggio misterioso autore delle stragi
- Gilbert Havel, sospettato di essere il mandante e controllore delle azioni del becchino
- Edward Fielding, la mente del crimine

### Altri personaggi
- Henry Czisman, giornalista a riposo, interessato in modo particolare al caso del Becchino

## Trama

### Il Becchino

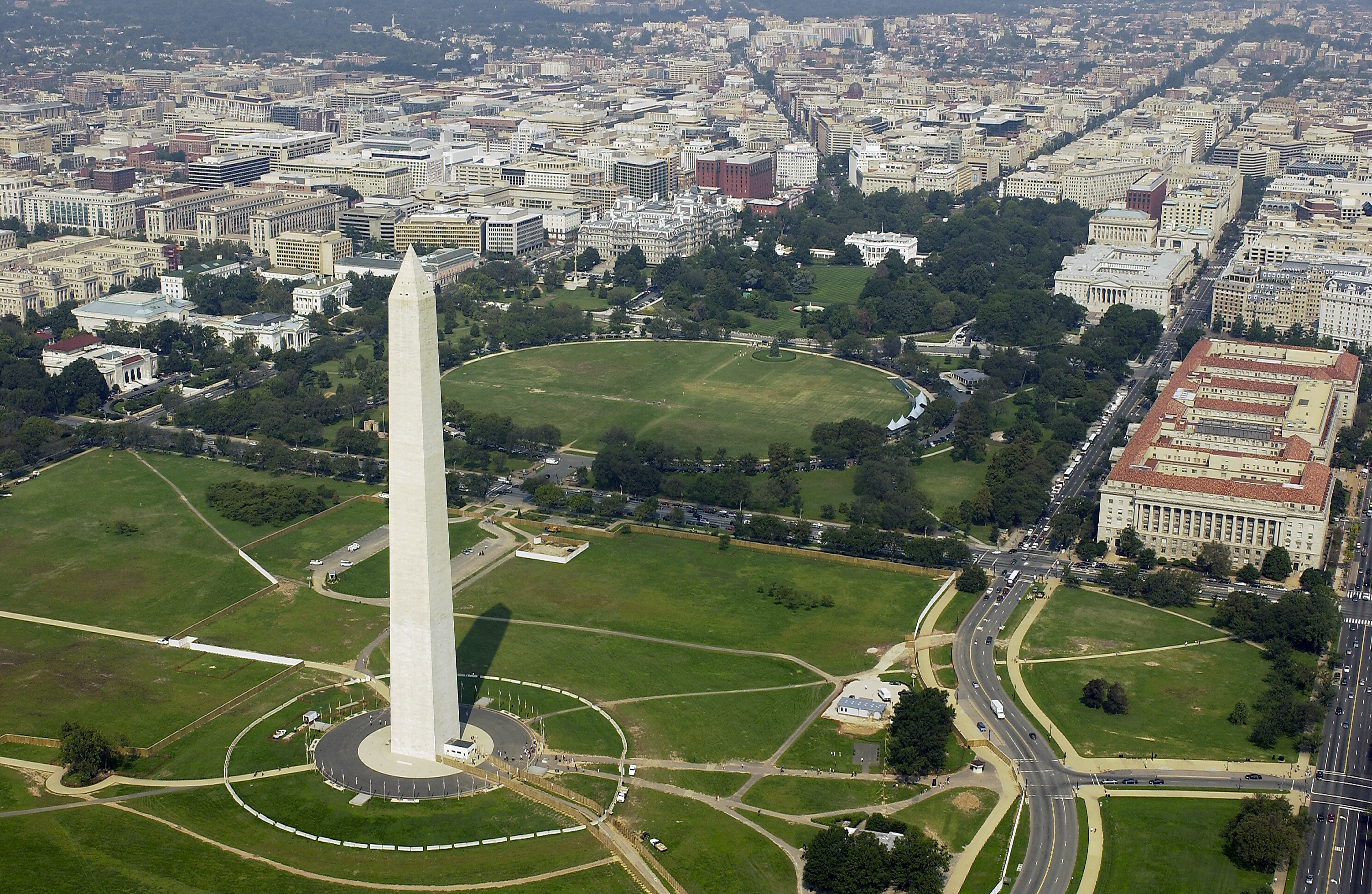
Panorama di Washington

Washington, capitale del Distretto di Columbia e degli Stati Uniti d'America; la notte dell'ultimo dell'anno è imminente, e la città si prepara a festeggiare l'arrivo del nuovo anno.
In città è giunto però il Becchino, un misterioso personaggio che possiede una sola capacità, uccidere a comando. Avviandosi verso la metropolitana ripensa a ciò che gli è stato ordinato, alla meticolosa precisione del suo mandante, inframmezzato da spezzoni di ricordi confusi, di un passato che non riesce a focalizzare.
Il Becchino è malato, ma è efficiente. Nascondendo il suo mitragliatore Uzi in un sacchetto di plastica spara a raffica, a caso, uccidendo senza rimorso alcuno.

### La lettera minatoria
Un uomo si avvicina al Municipio della città; con sé una busta indirizzata al sindaco, Jerry Kennedy. All'interno una lettera apparentemente sgrammatica, in cui si richiedono 20 milioni di dollari per fare cessare le azioni del Becchino, che si ripeteranno ogni 4 ore fino all'arrivo del nuovo anno.
L'unica persona in contatto con il carnefice è il mandante della missiva, e qualsiasi cosa possa accadergli comporterà un'inevitabile condanna a morte per i cittadini.
Fatta pervenire in incognito, l'uomo, Gilbert Havel, si riavvia verso casa, ma il destino, forse, decide altrimenti. Investito da un camion senza controllo, morirà schiacciato dall'automezzo.

### Un perito calligrafo

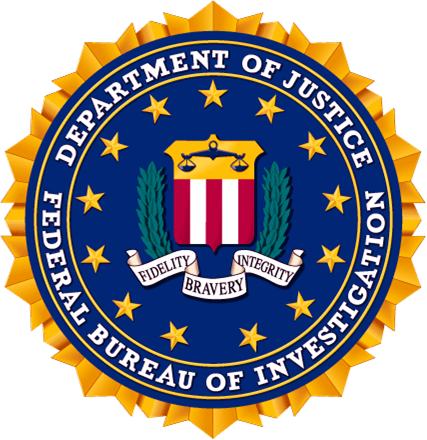
Stemma dell'FBI

Parker Kincaid è un perito calligrafo civile, che vive in un sobborgo tranquillo della città, in compagnia dei due figli affidatigli dal tribunale del divorzio. Il suo lavoro è occuparsi del riconoscimento dei documenti originali, che gli vengono fatti pervenire da ogni parte della nazione, essendo riconosciuto come uno dei migliori esperti del settore mondiale. Un tempo Kincaid era qualcun altro; il capo della sezione documenti dell'FBI, un agente speciale di grande acume ed intelligenza. La separazione dalla moglie e l'affidamento voluto dei figli lo hanno allontanato dalla vecchia professione.
Dopo il primo attentato, e la scoperta della morte di Havel riconosciuto tramite un'impronta digitale, l'unico appiglio presente per una ricerca del criminale è la lettera indirizzata al sindaco. Due agenti dell'FBI, Margaret Lukas e Cage si presentano a casa di Kincaid con la richiesta di partecipare all'indagine. Colpito dalla morte di alcuni bambini nella strage della metropolitana, il calligrafo accetta riluttante.

### Un aiuto da New York
Formatasi la squadra di intervento, composta da Lukas, Cage, Kincaid, Tobe Geller esperto informatico, C.P. Hardell, Jerry Baker, entrambi agenti speciali, e Leonard Hardy, poliziotto di collegamento, il perito osserva la lettera e tutti gli elementi a disposizione rinvenuti sul "sosco" (sospetto sconosciuto) individuato come il mandante degli eccidi.
Per approfondire le sue conoscenze si rivolge telefonicamente a un caro amico, Lincoln Rhyme, criminologo di fama, tetraplegico e bloccato a New York City. Gli indizi forniti da Ryme li conducono ad una prima analisi del sospetto, personaggio di estrema intelligenza che ha ricoperto di false prove il suo operato.
Il secondo attentato è vicino, ma con l'analisi del testo, Kincaid riesce a sventarlo in tempo, anche se il Becchino rimane a piede libero.

### Problemi in famiglia
Contattati da un misterioso giornalista a riposo, Henry Czisman, che è a conoscenza di molte informazioni sul Becchino, serial killer conosciuto con altri nomi in diversi Stati, la squadra di indagine approfondisce la figura del mandante, riuscendo ad individuare la sua abitazione.
Giunti sul posto vengono attaccati mentre sono in casa dal Becchino, Tobe Geller rischia la morte ma con coraggio riesce a salvarsi portando con sé un diario, in cui sono racchiusi gli obiettivi dei prossimi attentati. Il testo è illeggibile, bruciato nell'incendio dell'abitazione a seguito dell'attacco, ma Kincaid con pazienza, e l'aiuto del computer riesce lentamente a risalire a delle informazioni.
Una telefonata improvvisa, giunta da casa sua, lo mette però in allarme. Il figlio, testimone anni prima di un tentativo di intrusione di un assassino vendicativo in casa, ha visto uno strano personaggio in giardino. Il padre, ossessionato dalla paura di perdere l'affido dei figli per negligenza, decide di rientrare in famiglia abbandonando momentaneamente le indagini.
Uscito di scena, la squadra su consiglio di Leonard Hardy si dirige verso un albergo, il Ritz Hotel. L'attentato non verrà sventato, e decine di persone verranno colpite durante una festa su una barca, il Ritz Lady.

### La politica
Jeffrey Kennedy, sindaco della città, è preoccupato; per i suoi cittadini e per le polemiche nate sulla sua figura a causa di queste stragi impunite. A rischio è il suo progetto sull'educazione alle classi meno abbienti, e per ottenere visibilità positiva si dirige verso l'albergo, consigliato da una telefonata di Leonard Hardy.
Giunto sul posto con troupe televisive al seguito, viene posto in stato di fermo dall'agente Cage, che pone il sindaco e la moglie sotto il controllo di C.P. Hardell.

### La festa di fine anno

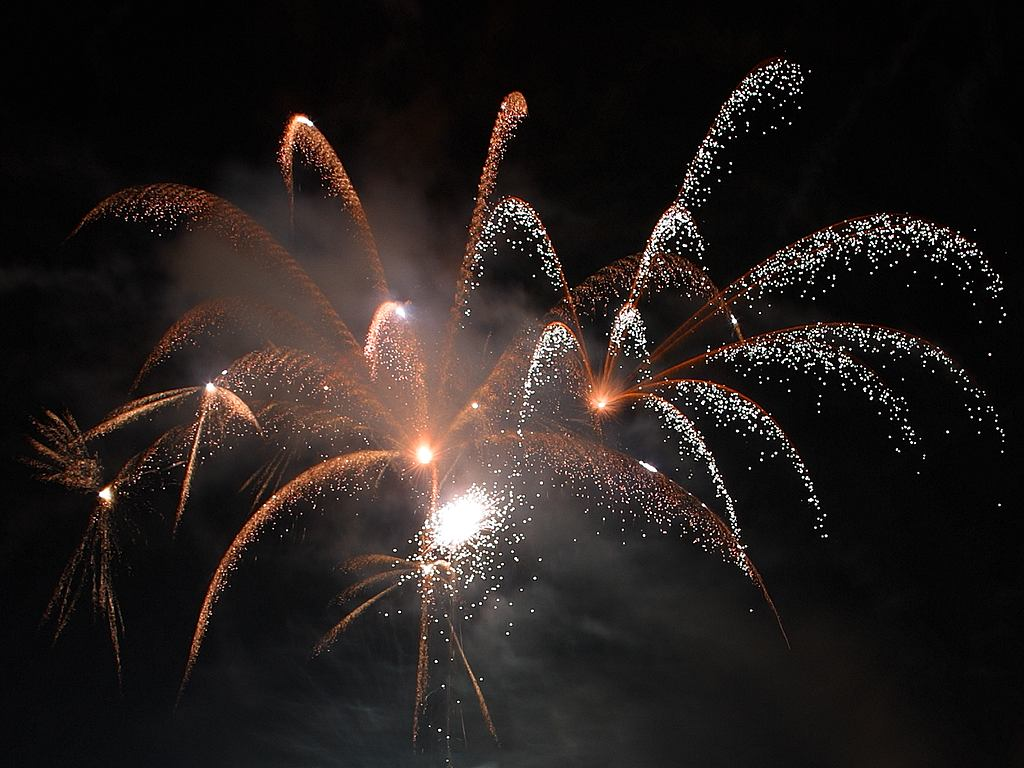

Il Becchino ha il compito di uccidere, ma anche se non ricorda il motivo, non riesce ad eseguire completamente l'ordine ricevuto. Avvicinatosi ad un vicolo, vede un uomo con un bambino uscirne; uccide il primo e tiene il secondo in vita, portandolo con sé nella convinzione di poterlo un giorno averlo come figlio.
Kincaid, rientrato nella squadra, esamina altri dettagli del diario, riuscendo ad individuare la zona dell'ultimo attentato; il parco cittadino dove si terrà la festa di fine anno.
Giunti sul luogo in forze, seguiti in incognito dal giornalista Czisman, inizia una perlustrazione a tappeto della zona. Sarà però il giornalista ad accorgersi del sopraggiungere dell'assassino, riuscendo a sventare il primo attacco ma rimanendovi vittima.
Inseguito dalle forze di polizia e dall'FBI, il Becchino riuscirà a farsi strada arrivando al palco delle autorità. Sparando a caso, ucciderà l'agente Hardell, provocando la reazione del sindaco Kennedy, che, messosi all'inseguimento, riuscirà a ferirlo. Rifugiatosi in un pullman, il Becchino viene circondato e, apparentemente, ucciso durante la colluttazione ed il rogo del mezzo.

### La verità
Margaret Lukas ha un segreto nel suo passato; dura nel carattere, forgiato da una tragedia in cui persero la vita il marito ed il figlio. La vicinanza di Kinkaid ha risvegliato in lei sentimenti che credeva oramai non appartenerle più; la stessa situazione che il calligrafo vive interiormente.
Nella sede centrale dell'FBI il poliziotto Leonard Hardy svela chi sia realmente; il mandante degli omicidi, il cui vero nome è Edward Fielding. Uccidendo chiunque gli si presenti davanti, raggiunge il caveau dove sono depositati i soldi del riscatto richiesto, 20 milioni di dollari, e si appropria di una parte di essi.
Kincaid nel frattempo ha scoperto dalla scrittura del finto poliziotto che egli non è ciò che dice di affermare. Riesce ad avvisare Margaret in tempo per evitarne la morte, ed inizia un inseguimento all'assassino. Individuata la casa di Fielding, grazie ad una deduzione di Kincaid, il mandante viene arrestato ed interrogato.
Il Becchino altri non è che l'internato di un manicomio criminale, sprovvisto di una zona del cervello a causa di un colpo di pistola e completamente dipendente dai desideri di Fielding.
Egli non è morto, come si credeva, ma aveva simulato, secondo un piano ordito dal suo mandante, uccidendo al suo posto l'autista del pullman. Seguendo gli ordini impartitigli da Fielding, il Becchino si reca a casa di Kincaid con l'intenzione di ucciderlo, ma, dopo una colluttazione con il perito, viene ucciso dal ragazzino che aveva sequestrato, figlio dell'uomo ucciso nel vicolo.
Kincaid e Lukas decideranno quindi di frequentarsi per creare una nuova famiglia, mentre si scoprirà che il giornalista Czisman era il marito di una delle prime vittime del Becchino, e che Gilbert Havel era stato assoldato da Fielding ed ucciso da quest'ultimo per confondere le indagini.

## Edizioni
- Jeffery Deaver, La lacrima del diavolo, traduzione di Stefano Massaron, collana Sonzogno BestSeller, Sonzogno, 2004,  p. 409, ISBN 88-454-2157-0.

## Televisione
Dal libro è stato tratto nel 2010 un film per la TV dal nome La lacrima del diavolo, per la regia di Norma Bailey.